# Tampere Open 1996
Il Tampere Open 1996 è stato un torneo di tennis facente parte della categoria ATP Challenger Series nell'ambito dell'ATP Challenger Series 1996. Il torneo si è giocato a Tampere in Finlandia dal 15 al 20 luglio 1996 su campi in terra rossa.

## Vincitori

### Singolare
Attila Sávolt ha battuto in finale  Jacobo Díaz con il punteggio di 7–6, 1–6, 6–4

### Doppio
Donald Johnson /  Francisco Montana hanno battuto in finale  Ola Kristiansson /  Marten Renström con il punteggio di 7–5, 7–6